# Автовская улица

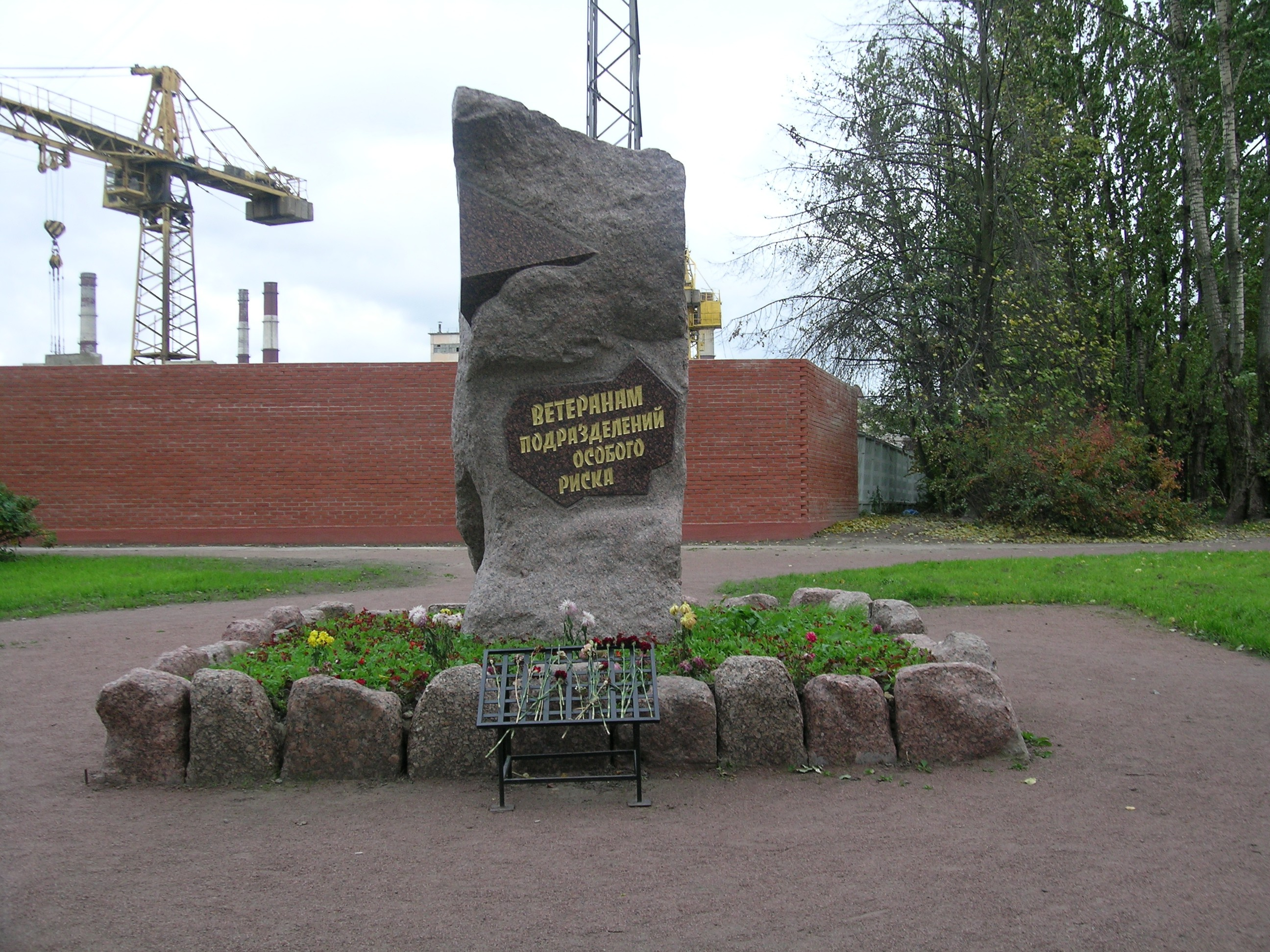
Памятник «Ветеранам подразделений особого риска» на пересечении Автовской улицы и улицы Примакова

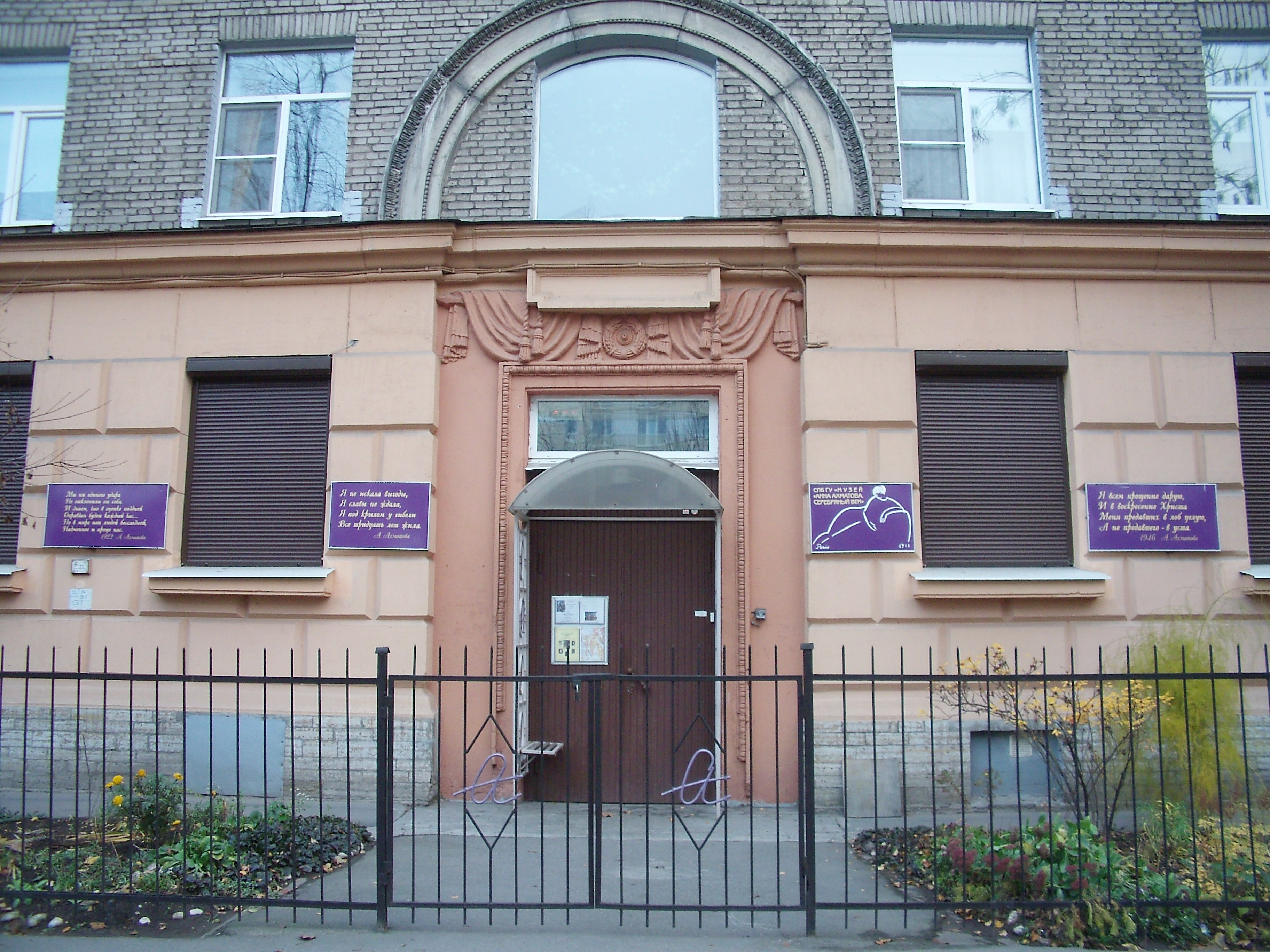
Музей «Анна Ахматова. Серебряный век»

А́втовская улица — улица в Кировском районе Санкт-Петербурга. Проходит от Портовой улицы до улицы Возрождения.

## История
Название присвоено 3 декабря 1956 года по названию деревни Автово, происходящему от финского слова аутто, что означает пустошь. Первоначально улица оканчивалась пересечением с Краснопутиловской улицей, и лишь в 1963 году её продлили до улицы Возрождения.

## Пересекает следующие улицы и проспекты
1. Портовая улица
2. Кронштадтская улица
3. проспект Стачек
4. улица Маринеско
5. Краснопутиловская улица
6. улица Примакова
7. улица Новостроек
8. улица Васи Алексеева
9. Броневая улица
10. улица Возрождения

## Транспорт
По разным частям улицы проходят автобусные маршруты № 66 и 401 (областной), троллейбусный маршрут № 48.
На Краснопутиловской улице расположена остановка «Автовская улица», которую обслуживают автобусные маршруты № 72, 244. На улице Васи Алексеева расположена остановка «Автовская улица», которую обслуживают троллейбусные маршруты № 41, 48, а также автобусный маршрут № 244.

## Здания и сооружения
- Памятник «Ветеранам подразделений особого риска»
- Музей «Анна Ахматова. Серебряный век» — Автовская улица, дом 14[2]